# Lucida Grande
Lucida Grande é uma fonte tipográfica, variação da sans-serif. É membro da família tipográfica Lucida desenhada por Charles Bigelow e Kris Holmes. Ela foi usado em toda a interface do usuário macOS de 1999 a 2014, bem como no Safari para Windows até a versão 3.2.3 do navegador lançado em 12 de maio de 2009. A partir do OS X Yosemite (versão 10.10), a fonte do sistema foi alterada de Lucida Grande para Helvetica Neue.

## Escalas Scripts/Unicode Suportadas
Lucida Grande suporta as seguintes escalas de scripts/Unicode:
- Latim
- Grego
- Cirílico
- Hebreu
- Árabe
- Thai

## Diferenças entre Myriad e Lucida Grande
As principais diferenças entre Myriad e Lucida Grande são:
- O número Arábico 1 possui uma pequena base em Lucida Grande, porém, Myriad não possui essa base no numeral 1
- Os pontos nos i's e j's são quadrados em Lucida Grande, e circulares em Myriad
- A barra no cifrão ($) e no símbolo de centavos (¢) atravessam os símbolos em Lucida Grande. Em Myriad, as barras aparecem somente no topo e base do símbolo
- O asterisco tem cinco pontas em Lucida Grande; seis em Myriad
- O J maiúsculo ultrapassa a linha base em Lucida Grande
- A vírgula em Lucida Grande parece uma áspa única, enquanto parece uma linha diagonal em Myriad
- O "a" minúsculo em Lucida Grande possui uma cauda no canto inferior direito, enquanto o "a" minúsculo em Myriad não possui tal cauda
- O "y" minúsculo em Lucida Grande possui uma cauda reta; já em Myriad, a cauda é curva
- O "G" maiúsculo em Lucida Grande não possui barra horizontal em seu meio, porém possui em Myriad

## Exemplo de Lucida Grande
O parágrafo seguinte está escrito em Lucida Grande, caso esteja instalada no seu computador, senão é utilizada o tipo de letra monospace.

Design é um termo da língua inglesa que se refere a um determinado esforço criativo, seja bidimensional ou tridimensional, segundo o qual se projetam objetos ou meios de comunicação diversos para o uso humano. A tradução em português é portanto "projeto" e não "desenho", da qual é um falso cognato. Por este fato, ela é às vezes erroneamente traduzida como "desenho", mas não se refere diretamente ao ato de desenhar. Devido à influência da literatura inglesa e à baixa qualidade de algumas traduções, é comum encontrar nos países de língua portuguesa a palavra original, de forma que o profissional que trabalha na área de design (i.e. o projetista) é comumente chamado de designer.

ABCDEFGHIJKLMNOPQRSTUVWXYZ

abcdefghijklmnopqrstuvwxyz

1234567890

Exemplos de caracteres

IPA: /ɪgˈzɑːmpəl əv aɪpiːˈeɪ tɹɑːnˈskɹɪpʃən/.

Caracteres árabes: العربية.

Caracteres hebraicos: עברית.

Caracteres cirílicos: Кирилица.

Caracteres gregos: Ελληνικά.